# Raineys spitsmuis
De Raineys spitsmuis (Crocidura raineyi)  is een zoogdier uit de familie van de spitsmuizen (Soricidae). De wetenschappelijke naam van de soort werd voor het eerst geldig gepubliceerd door Heller in 1912.

## Voorkomen
De soort komt voor in Kenia.